# Paraxerus boehmi
Paraxerus boehmi е вид бозайник от семейство Катерицови (Sciuridae).

## Разпространение
Видът е разпространен в Бурунди, Демократична република Конго, Замбия, Кения, Руанда, Танзания, Уганда и Южен Судан.